# Skogsgölen
Skogsgölen är en sjö i Vaggeryds kommun i Småland och ingår i Lagans huvudavrinningsområde. Sjön är 9,9 meter djup, har en yta på 0,014 kvadratkilometer och befinner sig 285 meter över havet.